# Корниенко, Игорь Николаевич
Корниенко Игорь Николаевич (род. в 1978 году) — российский прозаик, драматург.

## Биография
Родился 14 ноября 1978 года в городе Баку Азербайджанской ССР. Получил образование слесаря-ремонтника третьего разряда. Член Союза писателей России. Живёт в Ангарске.
Произведения публиковались в журналах «Дружба народов», «Сибирские огни», «Октябрь», «Москва», «День и ночь», «Полдень XXI век», «Смена», «Байкал», «Енисей», «Зелёная лампа», «Сибирь» и др., в газетах «Культура», «Литературная Россия».
Автор книг прозы «Победить море» (2011), «Игры в распятие» (2013), «Завтрашние чудеса» (2020).
Руководитель молодёжной студии Ангарского литературного объединения «АЛО! Пишите правильно!».

## Современники об Игоре Корниенко
Капитолина Кокшенева: «Игорь Корниенко – яркий писатель, со своей интуицией, с тем взглядом на мир, который сегодня не так часто встречается. Это милосердный взгляд. Игорь пишет свои горькие часто рассказы, не упрекая, не придавливая человека – ему как раз интересен тот человек, который сквозь «асфальт» трудной жизни и «успехов цивилизации» будет все равно прорастать».

## Награды и премии
- Обладатель Национальной литературной премии России «Золотое перо Руси» (2005);
- Лауреат Всероссийской премии им. В.П. Астафьева  в номинации «Проза» (2005-2006);
- Обладатель специального приза жюри Международного драматургического конкурса «Премьера 2010»;
- Лауреат литературного конкурса им. Игнатия Рождественского в номинации «Малая проза» (2016);
- Лауреат Шукшинской литературной премии губернатора Алтайского края (2019);